# Lamachus australis
Lamachus australis là một loài tò vò trong họ Ichneumonidae.